# Storia del buddismo in Occidente

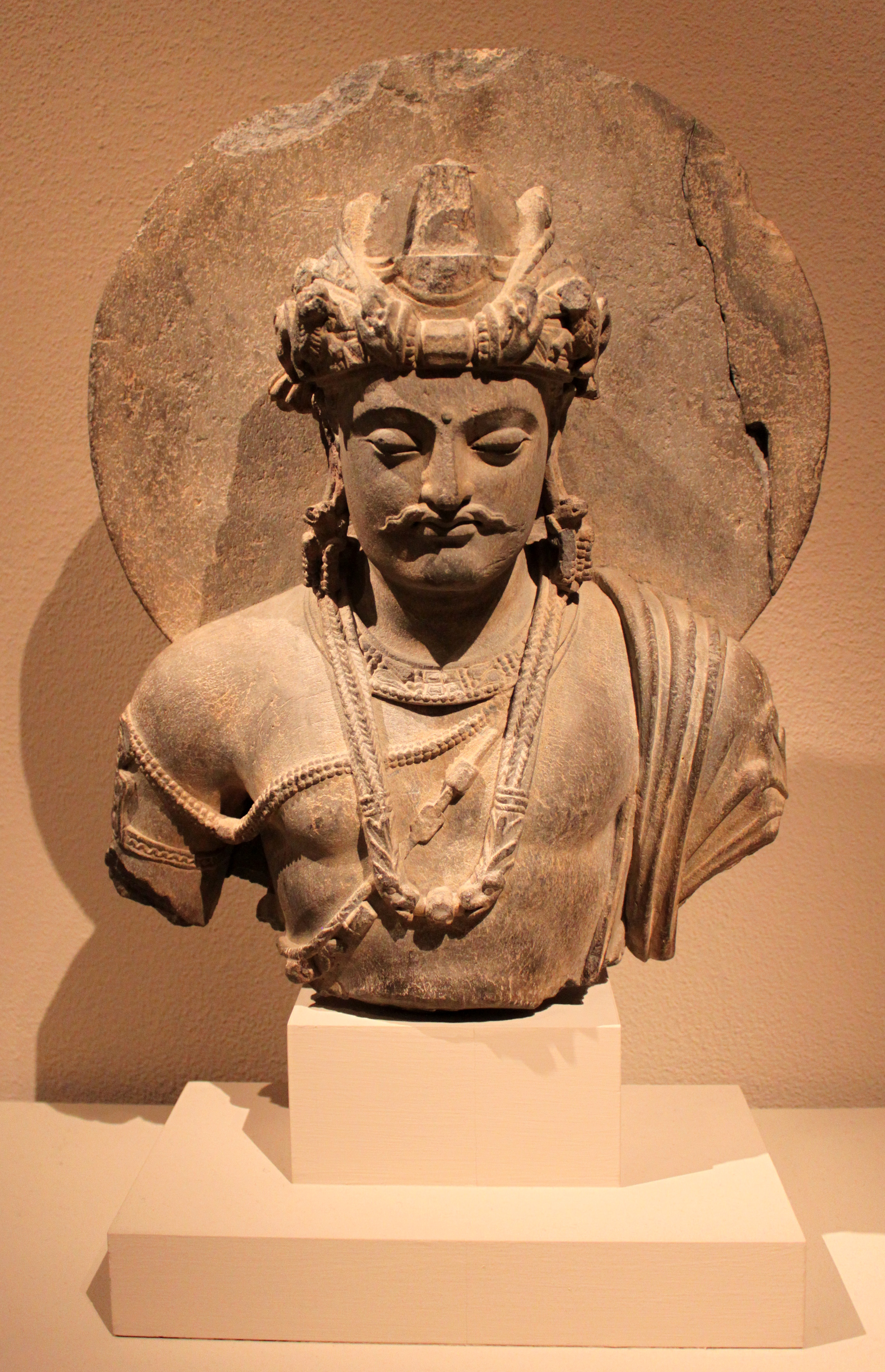
Busto di bodhisattva del III-IV sec. proveniente dalla regione dell'attuale Pakistan e conservato al Metropolitan Museum di New York.

Il buddismo in Occidente accoglie ampiamente le conoscenze e pratiche presenti anche nel continente asiatico, ciò in seguito a contatti, susseguitesi nei secoli, tra le dottrine buddhiste e alcune delle civiltà del mondo occidentale che si sono via via succedute nel tempo.

## Dalla storia antica al '600

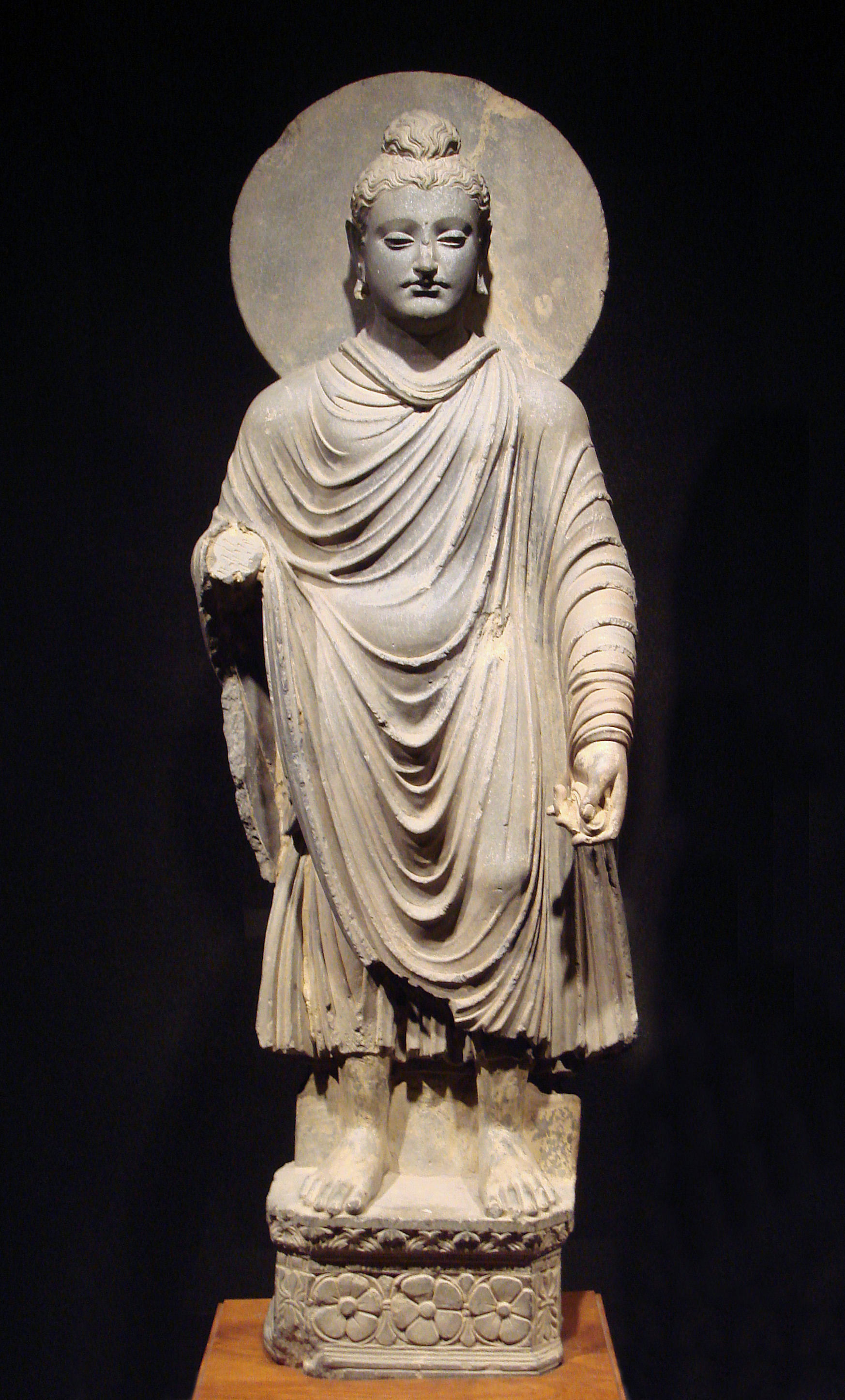
Una delle più antiche immagini del Buddha proveniente dall'Asia centrale, di periodo greco-buddhista.

### Mondo ellenistico
Il buddismo ha occasionalmente intersecato il mondo occidentale fin dalle epoche più antiche. È addirittura possibile che il primo incontro sia avvenuto nel 334 a.C., quando Alessandro Magno col suo esercito greco-macedone arrivò a conquistare la maggior parte dell'Asia centrale sino a giungere ai confini del fiume Indo, agl'inizi della regione chiamata Punjab.
Successivamente la dinastia seleucide e i regni che si svilupparono a seguire stabilirono una profonda influenza dell'ellenismo nell'intera area, interagendo anche direttamente col buddismo indiano e producendo quello che poi è stato conosciuto come buddismo greco.
L'unificatore di quello che poi sarà ricordato e conosciuto come impero Maurya, Ashoka (273-232 a.C.) si convertì al buddismo a seguito della sanguinosa conquista del territorio dei Kalinga (l'attuale Orissa) durante la guerra di Kalinga. Deplorando gli orrori provocati dal conflitto, l'imperatore decise da quel momento in poi di rinunziare ad ogni forma di ulteriore conquista tramite la violenza; da quel momento in poi iniziò a 'propagandare' la fede in Buddha attraverso la costruzione di stupa e un variegato numero di pilastri dedicati a raccontare l'evento della propria conversione.
Ashoka il Grande sollecitò all'interno del suo vasto impero, comprendente quasi l'intera India attuale (tranne l'ultimo lembo a sud del subcontinente indiano), tra le altre cose il rispetto d'ogni vita animale tramite il vegetarianesimo ed ingiungendo al popolo sottomesso al suo governo di seguire scrupolosamente i dettami del Dharma. Si adoperò poi anche al miglioramento della vita effettiva materiale dei propri cittadini attraverso la costruzione di strade, ospedali e sistemi d'irrigazione in tutto il paese. Fu anche il primo governante antico orientale a trattare i suoi sudditi a prescindere dalla loro casta d'appartenenza di nascita.
Forse il migliore se non il più grande esempio di fede dell'imperatore è la costruzione dello Stupa di Sanchi (nell'attuale stato federato di Madhya Pradesh) contenente secondo la tradizione alcune delle più importanti reliquie del Buddha; costruito nel III secolo a.C. è stato successivamente ampliato da suoi successori. Le sue porte scolpite, chiamate Toran, sono considerate con molta probabilità tra i migliori esempi di arte buddhista all'interno dell'India.
Questo periodo segna inoltre anche la primissima diffusione del buddismo oltre i confini nazionali, in direzione in primis dei paesi confinanti. Secondo le piastre inscritte e i pilastri lasciati a perenne ricordo dell'evento (gli Editti di Aśoka) un vasto numero di emissari sono stati inviati in diversi paesi al fine di diffondere la pratica filosofica buddhista: all'estremo sud fino all'isola di Ceylon, mentre ad ovest fino al Regno greco-battriano e forse anche più lontano fino a giungere alle sponde orientali del mar Mediterraneo.

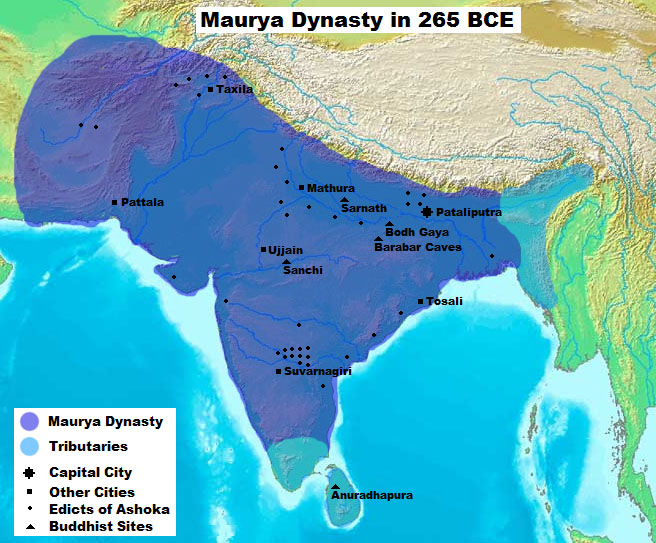
Ampiezza dell'impero Maurya all'incirca nel 265 a.C.

### Buddismo greco
L'influenza ellenistica in tutta l'Asia centrale favorita dalla dinastia Seleucide che succedette al regno unificato di Alessandro il Macedone ed ai successivi regni greco-battriano e Regno indo-greco, ha avuto varie occasioni per stabilire interazioni più o meno ampie e durature col buddismo, il tutto esemplificato chiaramente dallo sviluppo di un'arte sincretica greco-buddhista.

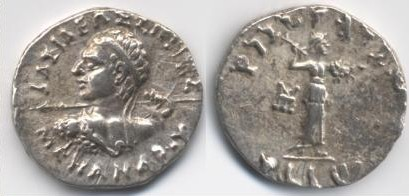
Raffigurazioni su monete del sovrano del Regno indo-greco Menandro I Sotere (155-130 a.C.), prima figura storica occidentale documentata ad essersi convertita al buddismo.

### Buddismo e mondo romano
Diversi casi d'interazione tra il buddismo e l'Impero romano sono documentati sia dai classici pagani che dai primi scrittori cristiani. Resoconti storici romani descrivono un'ambasciata proveniente dal re indiano Pandion-Pandhya, chiamato anche Poro, alla corte dell'imperatore Ottaviano Augusto nell'anno 13; l'ambasciata era in viaggio e portava una lettera diplomatica scritta in lingua greca ed uno dei suoi membri era uno Sramana ovvero un monaco buddhista.
Egli, per dimostrare la sincerità della propria fede si arse vivo ad Atene; il fatto causò un tale scalpore da esser minuziosamente descritto da Nicola di Damasco dopo aver incontrato personalmente l'ambasciatore della delegazione ad Antiochia, riferito poi anche da Strabone (XV 1,73) e Dione Cassio. Venne costruita un'apposita tomba dedicata al monaco immolatosi volontariamente ancora visibile a tempi di Plutarco la quale recava la seguente iscrizione: "ΖΑΡΜΑΝΟΧΗΓΑΣ ΙΝΔΟΣ ΑΠΟ ΒΑΡΓΟΣΗΣ" (il maestro sramana indiano di Bharuch, cittadina dell'attuale Gujarat).
Tali notizie indicano almeno che uomini religiosi indiani (tra cui sramanan appartenenti al monachesimo buddhista, antitetici ai brahmani hindu) erano saltuariamente in visita nei paesi delle sponde del Mediterraneo; pur tuttavia il termine sraman è un termine generico per indicare un uomo religioso indiano, oltre appartenente al monachesimo buddhista, anche interno alla religione giainista e al movimento filosofico ascetico errante chiamato Ājīvika: non è pertanto chiarissima e sicura quindi in tal caso l'appartenenza religiosa del monaco asceta.

### Epoca cristiana
Il buddismo greco è la fusione culturale tra ellenismo e vero e proprio buddismo, il quale s'è sviluppato nel corso d'un periodo in quasi 8 secoli, tra il IV sec a.C. ed il V d.C., fino a comprendere quello ch'è l'attuale Afghanistan.
In epoca cristiana idee di derivazione buddhista sono periodicamente filtrate in Europa attraverso il Medio Oriente: fonti in persiano e arabo di originarie scritture buddhiste sono state tradotte in Greco, con un linguaggio religioso rimasto praticamente immutato con alterazioni poco più che estetiche. Il primo incontro diretto registrato tra cristiani e buddhisti risale al 1253, quando l'allora re di Francia mandò Guglielmo di Rubruck come ambasciatore alla corte del re dell'Impero Mongolo. Lo stesso Marco Polo nel suo Il Milione accenna all'aver saputo notizie, lungo il percorso del suo lungo viaggio fino ala corte di Kubilai Khan, riguardanti la religione fondata da Siddharta Gautama. La vicenda di Siddharta Gautama era anche nota attraverso la storia di Barlaam e Iosafat.
Più tardi nel XVII sec. la popolazione mongola era l'unica a praticare ai margini orientali del continente europeo, per l'esattezza in quella che attualmente viene designata come Calmucchia, il buddismo tibetano.

## XIX secolo
L'Ottocento è un secolo di transizione in cui il buddismo, da oggetto di interesse superficiale dato dal fascino per un mistico Oriente idealizzato, diventa più direttamente un oggetto di studio da parte del mondo accademico occidentale e comincia a costruire le basi per una sua modesta diffusione tra Stati Uniti ed Europa, che però non vedrà sviluppi significativi prima dell'inizio del secolo successivo.
Lungo tutto il corso del XIX secolo il buddismo, in molte delle sue ramificazioni, insieme con tutte le altre religioni e filosofie non europee, è giunto per la prima volta a conoscenza degli intellettuali europei; soprattutto attraverso il lavoro dei missionari cristiani, ma anche e soprattutto basandosi sulle opere degli studiosi e funzionari dell'impero britannico i quali hanno lasciato le loro memorie ed impressioni scritte riguardanti usi e costumi dei paesi a loro assoggettati. In lingua inglese il più importante e famoso è il libro-poema di Sir Edwin Arnold (1832-1904) intitolato The Light of Asia (1879) che narra la vicenda esistenziale e le gesta di Siddharta Gautama, il futuro Buddha-Illuminato riconosciuto dalla tradizione orientale.
Durante il XIX secolo, l'interesse per l'Oriente come metro di confronto rispetto al mondo occidentale ma anche come modello di fascino che aveva animato le mode delle corti europee della seconda metà del secolo precedente, come possiamo constatare tra le righe di autori come il francese Voltaire, si concretizza in principio in un interesse intellettuale derivato da una prima osservazione effettuata dai missionari cristiani e dagli studiosi e funzionari dell'impero britannico.
Successivamente, lo studio riesce a sostanziarsi in una fioritura di ricerche accademiche che avrebbero portato ad un'ulteriore sviluppo della neonata facoltà di indologia, che a sua volta porterà diversi studiosi europei e statunitensi ad occuparsi dello studio diretto dei testi del buddismo, in particolare il primo che riuscì ad impressionare l'opinione occidentale: il Theravada, allora sopravvissuto sull'isola di Ceylon e tra le coste dell'Indocina.
Verso la fine dell'Ottocento, possiamo persino avere notizie sulle prime conversioni occidentali ad una religione che già veniva vista con speranza come una possibile alternativa ad un cristianesimo che vedeva minata la sua credibilità come ente morale prima dal razionalismo scientista derivato dall'Illuminismo e culminante tra i pensatori rifacentesi al positivismo e poi dalla volontà di riscoprire con altri mezzi una spiritualità autentica sotto la polvere delle vecchie istituzioni concretizzatasi negli anni del Romanticismo e del Decadentismo.

### Interesse filosofico
Tra i primi ad interessarsi al pensiero buddhista in una maniera più filosofica che prettamente religiosa fu sicuramente Arthur Schopenhauer, il quale per primo nel mondo in lingua tedesca lesse ed approfondì con passione le tematiche soprattutto dell'etica buddhista; oltre ad esso anche le altre religioni asiatiche contribuirono fortemente alla fase di pensiero iniziale del proprio sistema filosofico. Parti intere della sua opera principale pubblicata in prima edizione nel 1819, Il mondo come volontà e rappresentazione, sono un seguito ideale della filosofia buddhista. Il filosofo statunitense contemporaneo di Schopenhauer, Henry David Thoreau (1817-1862), fu il primo autore che in terra americana tradusse i sutra buddhisti dal francese all'inglese.
Vi sono frequenti confronti poi tra il buddismo ed il pensatore di origini tedesche Friedrich Nietzsche, il quale apertamente elogiò la fede religiosa di stampo asiatico nella sua opera L'Anticristo (col sottotitolo chiarificatore: Maledizione del cristianesimo) scritta nel 1888 ma pubblicata per la prima volta solamente nel 1895: il filosofo definisce il buddismo "molto più onesto e realistico del cristianesimo".
Il critico R.G. Morrison ritiene che vi sia "una profonda risonanza tra loro", e di come "sottolineino la centralità degli esseri umani in un cosmo de-privato da ogni Dio e facendo quindi entrambi tranquillamente a meno di guardare ad una qualsiasi figura od essere esterno di potere superiore al loro per tentar di risolver le proprie rispettive problematiche e questioni inerenti al problema dell'esistenza" dandone, ognuno di loro (il Buddha e Nietzsche), nei rispettivi modi e maniere peculiari una soluzione che non ha alcun bisogno d'appoggiarsi ad una qualche figura divina.

### Interesse popolare
Per vedere però i primi tentativi di qualche occidentale di approcciare direttamente le dottrine e le pratiche del buddismo, bisogna però volgersi alla seconda metà dell'800, tra Gran Bretagna e Stati Uniti. Questo sviluppo probabilmente può rivelare dei collegamenti con due eventi politici internazionali che, nel loro sviluppo, hanno fatto sì che non solo gli scritti della religione di un antico paese, ma anche la testimonianza di persone fisiche, potessero portare la loro voce nel mondo intellettuale anglosassone e successivamente in quello europeo: la riscoperta del buddismo come base per un risveglio culturale e religioso tra India e Sri Lanka, da parte del primo monaco laico cingalese Anagarika Dharmapala, e l'intenzione, da parte di alcune scuole Zen giapponesi, di inviare alcune precoci missioni oltre il Pacifico, per aiutare la vita religiosa degli immigrati giapponesi negli Stati Uniti, come quella di Soyen Shaku verso la fine del secolo.
Il contributo dei due missionari citati, il primo per il Theravada, il secondo per lo Zen, saranno fondamentali per la conversione e l'attività di intellettuali occidentali che saranno protagonisti della storia della diffusione del buddismo tra le due coste dell'Atlantico.
Un evento decisivo per l'innesco dei contatti tra buddismo e occidente fu sicuramente l'incontro dei leader della Teosofia, Helena Blavatsky ed Henry Steel Olcott (1832-1907) con il giovane Anagarika Dharmapala negli anni '80, che li aiutò nel loro approccio ai testi del Canone pāli e che produsse la loro conversione.
Con tutta probabilità è da attribuire allo stesso Dhammapala l'influenza che portò l'ufficiale britannico Sir Edwin Arnold (1832-1904), con cui il giovane cingalese aveva un'amicizia, a pubblicare nel 1879 il suo celebre "The Light of Asia", riguardo alla vicenda esistenziale e le gesta di Siddharta Gautama prima e dopo il suo risveglio. In quegli anni, Dharmapala non solo pose le fondamenta per una ripresa del buddismo nella sua terra di origine, ma attraverso diverse iniziative della sua organizzazione, la "Mahabodhi Society", che ebbe un ruolo di primo piano nello stimolare l'interesse per il buddismo e la cultura orientale tra gli intellettuali europei e statunitensi, attraverso la pubblicazione di una rivista omonima.
Le conferenze di Dharmapala stimolarono anche l'interesse del filosofo americano William James che, come altri contemporanei, profetizzò un possibile ruolo del buddismo come psicologia futura per l'Occidente. Quasi negli stessi anni, il missionario Soyen Shaku, in occasione di un incontro con l'editore Paul Carus e con il mondo intellettuale statunitense, spinse il giovane allievo Daisetsu Teitarō Suzuki  a lavorare come traduttore negli Stati Uniti, consegnando all'Occidente le prime traduzioni degli insegnamenti dello Zen giapponese. Grazie a quest'incontro, nel 1897 lo storico delle religioni giapponese arrivò per la prima volta negli Stati Uniti a lavorare per Carus come traduttore dei testi del buddismo Zen. Come è possibile leggere più avanti, questo periodo di studi fu di importanza fondamentale per aprire lo Zen all'interesse occidentale nei primi del Novecento.
Un importante appuntamento, in cui sia Dharmapala che Shaku presenziarono per portare la loro testimonianza in maniera incisiva, fu il Forum Mondiale delle Religioni, organizzato da Paul Carus e Richard Bennet a Chicago nel 1893. In questo grande incontro nella metropoli dell'Illinois, il monaco zen giunse con una delegazione di altri tre sacerdoti e due laici per esporre un discorso sulla teoria della scuola Mahayana di causa ed effetto la quale ebbe un grande successo, e il monaco laico di tradizione theravada, cercando di accattivarsi la simpatia del pubblico occidentale, tenne un discorso positivo sul buddismo in quanto religione intermediaria tra scienza e spiritualità in quanto rifiuta l'idea di Dio, e annunciò la fondazione, avvenuta due anni prima, della Mahabodhi Society, che in quell'occasione divenne centro di una petizione internazionale che avrebbe aiutato a riconquistare ad una gestione buddhista luoghi sacri come il sito di Bodh Gaya, dove avvenne per tradizione il risveglio del Buddha, divenuto con i secoli un tempio dello scivaismo, e la riqualificazione di altri siti di pellegrinaggio, come Kapilbastu o Kushinagar, luoghi rispettivamente di nascita e di morte del Buddha, ormai abbandonati all'erosione del tempo e dell'incuria. Quest'obiettivo sarebbe stato raggiunto soltanto dopo l'indipendenza dell'India, nel 1949.
Qualche anno prima, nel 1881, venne calcato un altro importante passo verso la conoscenza della dottrina buddhista in Occidente: l'orientalista inglese Thomas William Rhys Davids, che tenne lezioni di buddhologia al Lowell Institute del Massachusetts, fondò a Londra la "Pali Text Society", un'organizzazione attiva ancora oggi con lo scopo di tradurre dall'antica lingua indiana all'inglese diversi testi filosofici, tra cui le "fragili foglie" del Canone Pali, tra le più antiche raccolte di testi buddhisti conosciute su cui si basa la scuola tuttora diffusa nell'Asia meridionale.
Rhys-Davis concentrò i suoi studi e le sue lezioni sulla dottrina theravada perché ritenne che l'ultima scuola sopravvissuta della famiglia di buddismi del Piccolo Veicolo (Hīnayāna) fosse rappresentante, sia per motivi di età dei testi sia per una presunta maggiore coerenza con le radici filosofiche indiane da cui il fondatore trasse la sua dottrina, di un buddismo più puro, rispetto a quello spurio e ritualizzato del Mahayana. Questa opinione troverà parecchia fortuna nello studio del Dharma dei primi del Novecento, e forse sarà per questo che proprio il buddismo Theravada sarà il primo a tentare di diffondersi in Occidente, rispetto alle scuole del buddismo giapponese e al Vajrayana tibetano.
Questi primi stimoli avranno poi determinato la fioritura in Europa delle prime ricerche spirituali e delle conversioni di occidentali che arrivarono nei luoghi d'origine. La fine del XIX secolo ha veduto poi anche le prime conversioni di personaggi, anche molto conosciuti quando non direttamente famosi, al buddismo, tra cui i già citati maggiori leader della Teosofia come Helena Blavatsky ed Henry Steel Olcott (1832-1907) negli anni '80 e l'immigrato irlandese Laurence Carroll che prese il nome di U Dhummaloka (1856-1914) attorno al 1884; oltre ad intellettuali di spessore come Gordon Douglas (monaco) ordinato col nome di bhikkhu Asoka in Siam nel 1899, oppure (Charles Henry) Allan Bennett (1872-1923) - dopo esser stato membro dell'ordine ermetico della Golden Dawn capitanata dall'occultista Aleister Crowley - ed infine il tedesco Anton Gueth convertitosi e vissuto poi a Ceylon col nome di Nyanatiloka Mahathera (1878-1957) fino alla morte, ove ricevette funerali di stato.
Nel 1893 il giapponese Soyen Shaku è stato uno dei 4 sacerdoti e 2 laici componenti la delegazione nipponica che partecipò al "parlamento mondiale delle religioni" a Chicago in rappresentanza delle scuole Rinzai-shū, Jodo Shinshu - una delle scuole della "Terra pura" o Amidismo -, buddismo Nichiren, Tendai e Shingon, organizzato dal reverendo presbiteriano John Henry Barrows e dall'editore statunitense d'origini tedesche Paul Carus..

## XX secolo

### Dai primi anni agli Anni Venti
Se nel secolo precedente possiamo percepire il germogliare di un primo interesse intellettuale per il buddismo per le élite occidentali, i primi Anni del Novecento hanno visto lo sviluppo di primi centri di pratica buddhisti, prevalentemente della scuola Theravada.
Una prima iniziativa in Gran Bretagna è certamente la Società Buddhista di Gran Bretagna ed Irlanda, fondata nel 1907 dal già noto Thomas Rhys-Davis, che volle essere propedeutica ad una prima missione in Europa di convertiti inglesi formatisi in Occidente, tra cui uno dei primi monaci buddhisti inglesi Alan Bennet, meglio conosciuto con il nome di Dharma di Ananda Metteya.
Circa vent'anni dopo, nel 1925, questo primo tentativo, che vedrà una sua fine con lo scioglimento prima della seconda guerra mondiale, viene seguito dalla fondazione a Londra, da parte di Anagarika Dharmapala, di una Società Britannica Mahabodhi, che supportò la formazione di un piccolo sangha di monaci cingalesi dediti all'insegnamento delle pratiche di meditazione della loro tradizione in Inghilterra.
Qualche anno prima della Società di Rhys-Davis, nel 1903, venne fondata dall'indologo Karl Seidenstücker a Lipsia la prima organizzazione buddhista dell'Europa continentale: l'Associazione dei Buddhisti Tedeschi. I primi anni del Novecento vedono infatti anche lo sviluppo di un interesse per il buddismo in Europa fuori dal mondo anglosassone, che trova nella Germania del Secondo Reich e del primo dopoguerra un importante terreno di fioritura, seppure le ricerche di diversi orientalisti tedeschi, come Karl Eugen Neumann, Hermann Oldeberg, Ludwig Wilhelm Geiger, fossero già conosciute precedentemente.
Anche in Germania vediamo primi tentativi di formazione di comunità di praticanti: nel 1921, il Seidenstücker dell'associazione di Lipsia collaborò con il magistrato Georg Grimm per fondare ad Utting una comunità di ricercatori spirituali ispirata al buddismo theravada, che sopravvisse alla seconda guerra mondiale guidata dalla figlia del fondatore, Maya Keller Grimm.
Al 1924 risale invece la fondazione, da parte del medico berlinese Peter Dahlke, del primo monastero theravada tedesco, la Buddhistisches Haus a Frohnau, a Nord della capitale tedesca. Dopo un periodo di attività guidato dalla sorella del fondatore successivamente alla morte di Dahlke nel 1928, cessato in corrispondenza dello scoppio della prima guerra mondiale, dal 1958, grazie all'intervento del leader religioso cingalese Asoka Weeratna, essa riprese ad ospitare un sangha di monaci provenienti dallo Sri Lanka che ne anima la vita e ne trasmette l'attività nella periferia di Berlino ancora oggi.
Negli anni successivi, la fondazione di centri di pratica theravada si diffuse ulteriormente, interrompendosi tra l'inizio della prima guerra mondiale e subendo un arresto ancora più brusco durante gli anni della dittatura nazista, per riprendere con il dopoguerra e vedere una prima organizzazione federale nella Germania Ovest con la Società Buddhista Tedesca, a Francoforte sul Meno, nel 1955.
Gli Anni Venti videro anche la prima pubblicazione e diffusione, dagli Stati Uniti in Europa, dei Saggi sul buddismo Zen di D.T.Suzuki (1927), che introdusse il suo ciclo di numerose traduzioni dei testi Zen in Occidente e rappresentò l'inizio di una diffusione che fiorirà con la pratica diretta negli Stati Uniti ed in Europa tra gli Anni Cinquanta e Sessanta.
Su iniziativa dell'amico ed editore Paul Carus, Suzuki da scrittore divenne divulgatore diretto delle dottrine Zen, tenendo lezioni divulgative in diverse università americane fino agli Anni Cinquanta, sponsorizzato e supportato anche dalla Fondazione Rockfeller; egli arrivò persino ad ottenere l'incarico di "visiting professor" da parte della Columbia University.
Da quel momento in poi, e fino alla sua morte, vennero in contatto con lui diversi pensatori, fra i quali Martin Heidegger, Erich Fromm, Thomas Merton e Carl Gustav Jung. Con le sue opere Suzuki ha anche contributo alla nascita del cosiddetto "modernismo buddhista", una forma sincretica di buddismo fuso col trascendentalismo di marca occidentale.
Poco tempo dopo è possibile constatare un primo passo per la diffusione di un'altra tradizione Mahayana che diventerà famosissima in Occidente successivamente: nel 1927 venne completata una primissima traduzione inglese del Libro tibetano dei morti. La ristampa del 1935 portava la prefazione ed un approfondito commento proprio di Carl Gustav Jung (fondatore della psicologia analitica), e pare che proprio la sua fama di padre della psicologia moderna abbia contribuito ad attrarre i primi occidentali alla conoscenza del buddismo tibetano.
Nel 1922 lo scrittore svizzero-tedesco Hermann Hesse, che sempre mostrò fin dai propri esordi letterari gran interesse nei confronti delle religioni orientali (molto più che verso il pietismo in cui era stato allevato in famiglia durante la sua prima giovinezza), pubblicò la sua biografia romanzata del Buddha intitolata per l'appunto Siddharta.

### Dal primo dopoguerra alla seconda guerra mondiale
Sia in Europa che in America, il periodo tra le due guerre consolida una prima gemmazione di gruppi di studio e di interessi che, dopo un periodo più lento durante la guerra, fioriranno nelle grandi diffusioni degli anni Cinquanta e Sessanta.
Nel mondo culturale tedesco, le pubblicazioni di Richard Wilhelm avvicinarono i tedeschi alle tradizioni cinesi, a partire dalla pubblicazione di un testo sull'I-Ching nel 1925 e il viaggio tra India ed Estremo Oriente di Rudolf Otto portò all'attenzione del mondo culturale tedesco il buddismo zen giapponese, allora ancora poco conosciuto in Europa. I suoi allievi Eugen Herrigel e August Faust, stimolati dall'interesse del loro maestro, diedero alla luce uno dei primi studi sullo Zen europei, Zen, il vivace buddismo in Giappone nel 1925.
Fu proprio dopo questa pubblicazione che Herrigel partì per un periodo in Giappone ad apprendere l'arte degli arcieri giapponesi che l'avrebbe portato a pubblicare, nel 1948, Lo Zen e il tiro con l'arco, uno dei testi più famosi su questa scuola giapponese.
In Italia a seguito dell'intensificarsi - soprattutto nel corso del XIX secolo - della colonizzazione europea nelle nazioni di tradizione buddhista, incrementarono le possibilità d'una conoscenza dettagliata di questa, permettendo l'approfondimento degli studi orientalistici; studiosi di spicco furono Giuseppe Tucci, Pio Filippani Ronconi, Fosco Maraini e successivamente i fratelli Raniero e Gherardo Gnoli. Il buddismo fu un interesse anche per conservatori, esoteristi e occultisti come lo fu Julius Evola che ne diede una personale interpretazione ne La dottrina del risveglio.

### Anni '50 — '60
Negli anni cinquanta del XX secolo lo scrittore della cosiddetta beat generation Jack Kerouac divenne uno dei letterati di simpatie verso il buddismo tra i più noti, soprattutto per il suo romanzo a chiave intitolato I vagabondi del Dharma. Un altro influente autore moderno è Alan Watts il quale ha scritto diversi libri di divulgazione sul buddismo e lo Zen in particolare.
Le rivalutazioni culturali della generazione degli hippie tra la fine degli anni sessanta e i primi anni settanta del XX secolo hanno portato ad una riscoperta culturale del buddismo, il quale appariva subito come promessa più metodica lungo il percorso che doveva condurre alla più autentica "felicità" rispetto al cristianesimo predominante ed una via d'uscita possibile e fattibile al fallimento spirituale percepito, derivante anche e soprattutto dalla complessità sempre maggiore della vita e del progresso esclusivamente materiale del mondo occidentale.

### Emergere di una tradizione buddhista di stampo prettamente occidentale
Poco dopo la conclusione della Seconda Guerra Mondiale, emerse poco alla volta un mainstream riferito al buddismo occidentale. Nel 1959 il maestro giapponese Shunryu Suzuki giunse a San Francisco; fin dal momento del suo arrivo il buddismo Zen era già divenuto un "tema caldo" tra alcuni gruppi di vita alternativa statunitense, primi fra tutti i beatnik. Le classi d'ascolto di rōshi (-maestro Zen) Suzuki si sono immediatamente riempite da coloro che volevano saperne di più su buddismo, e pertanto la presenza d'un autentico maestro Zen ha ispirato molti giovani interessati sia alla dottrina che alla pratica.
Nel 1965 lo statunitense Philip Kapleau (1912-2004), dopo aver viaggiato tra Rochester e New York, col permesso del suo maestro Hakuun Yasutani venne a formare il "Rochester Zen Center": Kapleau trascorse tredici interi anni (1952-1966) in Giappone ed attraversò interamente oltre venti sesshin (sezioni meditative intense) prima di poter tornare a stabilirsi in occidente per aprire il proprio centro. Durante la sua permanenza in Oriente scrisse la propria opera - prodotta dai suoi seminari tenuti periodicamente - di maggior respiro e conosciuta col titolo di I tre pilastri dello Zen e pubblicato in italiano da Astrolabio-Ubaldini edizioni.
Nel 1965 i primi monaci provenienti dallo Sri Lanka hanno iniziato a stabilirsi nel distretto di Washington in appositi Vihara-monasteri buddhisti; si è trattato della prima comunità monastica di buddismo Theravada degli Stati Uniti: accessibile ala popolazione anglofona, faceva parte delle sue attività anche la meditazione Vipassana. Tuttavia, l'influenza diretta del movimento non avrebbe raggiunto il territorio statunitense fino a quando un gruppo di americani non tornò in patria dopo averne appreso la dottrina nei primi anni settanta, questo dopo aver studiato con maestri direttamente in territorio asiatico
Durante poi tutto il corso degli anni '70 l'interesse per il buddismo tibetano è cresciuto notevolmente; ciò è stato alimentato in parte anche dalla visione del Tibet come ideale paese di Shangri-La e presto divennero note anche tutte e quattro le scuole buddhiste tibetane. Lama tibetani come il Karmapa (Rangjung Rigpe Dorje), Chögyam Trungpa Rinpoche, Geshe Wangyal (1901-1983), Geshe Lhundub Sopa (1923-), Dezhung Rinpoche (1906-1987), Sermey Khensur Lobsang Tharchin (1921-2004), Tarthang Tulku (1934-), Lama Thubten Yeshe (1935-1984), Thubten Zopa Rinpoche (1946-) e Ghesce Kelsang Gyatso (1931-) si misero alla guida di centri d'insegnamento specificamente per gli occidentali per tutti gli anni '70. Durante questi anni lo scrittore argentino Jorge Luis Borges ha dedicato all'argomento il saggio Cos'è il buddismo.
Per soddisfare infine la richiesta degli studenti occidentali nei confronti degli insegnamenti buddisti, il monaco Lhundub Sopa ha fondato il Deer Park Buddhist Center in Oregon, Wisconsin nel 1975. In tal maniera anche il Kalachakra Tantra venne per la prima volta mostrato ad un pubblico non asiatico a Deer Park nel luglio 1981.
Forse il maestro buddhista più ampiamente visibile in Occidente a tutt'oggi è Tenzin Gyatso, l'attuale Dalai Lama, che per primo ha visitato gli Stati Uniti nel 1979. Come leader politico in esilio del Tibet, ora è anche un popolare "caso celebre" in Occidente. La sua vita giovanile è stata raffigurata in termini entusiastici nei film di Hollywood come Kundun e Sette anni in Tibet. Ha attirato tra i suoi seguaci e maggior sostenitori celebrità come gli attori Richard Gere e Adam Yauch.
Oltre a questo un ceto numero di americani di ritorno dalla guerra del Vietnam e prima ancora dalla guerra di Corea, si avvicinarono un poco alla volta al pensiero orientale, cercando di spiegare sia l'orrore a ci avevano assistito che capirne il contesto generale da cui tutto era scaturito: alcuni di questi sono infine stati ordinati monaci sia nella Via Mahayana che in quella Theravada, divenendo infine - alcuni di loro - perfino influenti maestri di meditazione alla The Insight Meditation Society (IMS) in Massachusetts. Un altro fattore che ha fortemente contribuito alla fioritura del pensiero buddista in Occidente è stata la popolarità dello Zen tra i poeti della cosiddetta contro-cultura e tra gli attivisti degli anni '60, grazie agli scritti di Alan Watts, DT Suzuki e Philip Kapleau.

## L'attuale buddismo occidentale

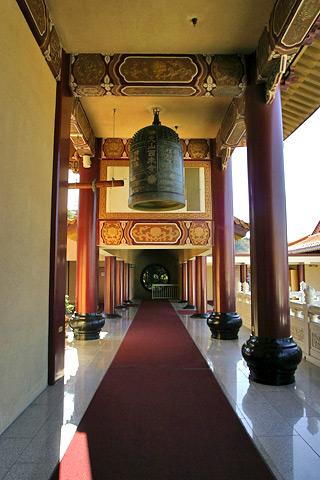
Corridoio centrale del tempio californiano buddhista Hsi Lai

A tutt'oggi la dottrina buddhista nelle sue varie sfumature viene praticata da un numero sempre maggiore di persone in tutto il Nordamerica, in Europa e per finire anche in Oceania: il buddismo è divenuto la religione-filosofia a più rapida crescita in Australia, oltre che in alcune delle maggior nazioni europee ed occidentali in genere

### Buddismo tibetano
Il buddismo tibetano trasportato in Occidente è rimasto sostanzialmente quello originale, mantenendo quindi tutti i riti e le dottrine (fedi, devozioni ecc): esempio di uno dei più grandi gruppi buddhisti con sede in occidente è l'FPMT (Foundation for the Preservation of the Mahayana Tradition), ch'è la rete dei centri buddhisti che si concentra sul lignaggio Gelug. Fondata nel 1975 dai Lama Thubten Yeshe e Thubten Zopa Rinpoche, essa ha iniziato ad insegnare la dottrina del buddhismo Mahāyāna agli studenti occidentali presenti in Nepal per poi crescere fino a comprendere più di 142 centri d'insegnamento presenti in 32 paesi differenti.
Come molti altri dei gruppi buddhisti tibetani, anche l'FPMT non ha veri e propri soci o affiliati di per sé, ma è invero gestito da un consiglio di amministrazione auto-perpetuantesi scelto dal direttore spirituale il Lama Zopa Rinpoche.

### Modernismo buddhista ed autorità carismatiche
Caratteristica peculiare del buddismo di marca occidentale è stata quella di sapersi in qualche modo amalgamare: qui l'emergere di nuovi gruppi è un tentativo (pur attingendo dal buddismo tradizionale) di creare in una qual certa maniera un nuovo stile di pratica.

### Cultura di massa e templi
La cultura pop moderna si è sempre più appropriata dell'immaginario buddhista anche per farne un uso commerciale di massa. Tanto per fare un esempio la stessa immagine dell'attuale XIV Dalai Lama viene utilizzata per promuovere la causa del popolo dei tibetani costretti a vivere oppressi sotto occupazione cinese; film hollywoodiani di gran successo come Kundun, Piccolo Buddha (di Bernardo Bertolucci con Keanu Reeves in qualità di protagonista) e Sette anni in Tibet (con Brad Pitt) narrano anch'essi storie riguardanti il pensiero e la storia del buddismo tibetano.
L'attore di Hollywood Richard Gere è famoso anche per essere uno dei più assidui sostenitori della causa per un Tibet libero o quantomeno autonomo nei confronti della Repubblica popolare cinese.
Il più grande monastero buddhista presente negli Stati Uniti è quello di Ukiah in California, una vera e propria cittadina comprendente più di 10.000 abitanti. Questo monastero è stato fondato dal venerabile Hsuan Hua che ne ha acquistato la proprietà; la zona è attualmente composta da 700 ettari di terreno.